# Soyomya kurohijii
Soyomya kurohijii is een tweekleppigensoort uit de familie van de Cuspidariidae. De wetenschappelijke naam van de soort is voor het eerst geldig gepubliceerd in 1972 door Okutani.